# Socha Arnošta z Pardubic (Úvaly)
Socha Arnošta z Pardubic je historizující pískovcová socha z roku 1869 od Jindřicha V. Čapka na náměstí Arnošta z Pardubic ve středočeských Úvalech v okrese Praha-východ.

## Vznik
Za jednu z možných lokalit, kde se mohl první pražský arcibiskup Arnošt z Pardubic narodit, byl v minulosti považován dvůr Hostín, který je dnes součástí Úval (za pravděpodobné místo narození arcibiskupa se považuje Hostinka). Proto si obyvatelé Úval 30. června 1864 slavnostně připomněli pětisetleté výročí smrti svého domnělého rodáka. Z úst faráře Františka Soukupa při té příležitosti zazněl návrh, aby byl v obci Arnoštovi postaven pomník. Jeho myšlenka sklidila příznivý ohlas a týž den se ustanovil pracovní výbor. O záštitu výbor požádal Bedřicha kardinála Schwarzenberga, který již zaštítil obdobnou snahu v Kladsku. Čestné funkce se následně ujal Ludvík z Malovců, přednosta pražského kraje. Již 21. října 1864 získal výbor povolení stavby pomníku a povolení finanční sbírky v celém Českém království.
Původním záměrem bylo pořízení bronzové sochy, ale přes oslovení všech českých obcí, všech farností a nadto 403 velkostatkářů, se sbírkou podařilo získat jen 2 747 zlatých (v roce 1865 byla neúroda a následující rok byl válečný). Výbor se rozhodl pro pískovcovou sochu a vypsal konkurz s prémií 200 zlatých pro nejlepší návrh. Ze tří přihlášených návrhů byl v květnu 1867 vybrán návrh akademického sochaře Jindřicha Čapka. Sochař se zavázal, že sochu včetně podstavce dokončí do 30. června 1869, přičemž socha měla stát 1700 zlatých a podstavec 400 zlatých. O umístění pomníku tehdy nepanovala shoda a nakonec byl zvolen pozemek na východním okraji Úval u železniční trati v blízkosti dvora Hostína, který bezplatně poskytl kníže Jan II. z Lichtenštejna. 
Dne 15. května 1869 byl nový pomník za asistence duchovenstva z okolí a velkého množství lidí posvěcen vikářem z Přistoupimi, Františkem Jandou. Slavnostní odhalení pomníku se pak konalo 30. června 1869. Účastnil se ho i Bedřich kardinál kníže Schwarzenberg a mnoho dalších duchovních, členové rady hlavního města Prahy, zástupci pražské univerzity, členové výboru pro dostavění chrámu sv. Víta, zástupci Umělecké besedy a Hlaholu, pěvecké sbory z Pardubic, Roudnice a Českého Brodu a samozřejmě i davy lidí z okolí, které neodradilo ani deštivé počasí.

## Historie
Kolem sochy vyrostl malý sad, který však nebyl pravidelně udržován. Socha byla prohlášena za kulturní památku. Na konci 20. století byl pomník silně mechanicky poškozen, porostlý mechem a kámen byl zvětralý. Aby nedošlo k úplné zkáze pomníku, rada zastupitelstva města v roce 1995 rozhodla o přemístění sochy a celkové rekonstrukci. Nejprve byl v roce 1996 pomník na původním místě mechanicky očištěn, pak rozebrán a převezen na náměstí Arnošta z Pardubic před dům čp. 18. V roce 1997 byl znovu očištěn, dochované kamenné úlomky byly osazeny na měděné čepy a všechna scházející místa domodelována umělým kamenem. Také nápisy na podstavci byly kolorovány v původní cihlové barvě. Od dokončení prací v roce 1997 má zrestaurovaný pomník Arnošta z Pardubic důstojné umístění před rodným domem Marie Majerové v historickém středu města na náměstí, které dnes nese i jeho jméno. 

## Popis

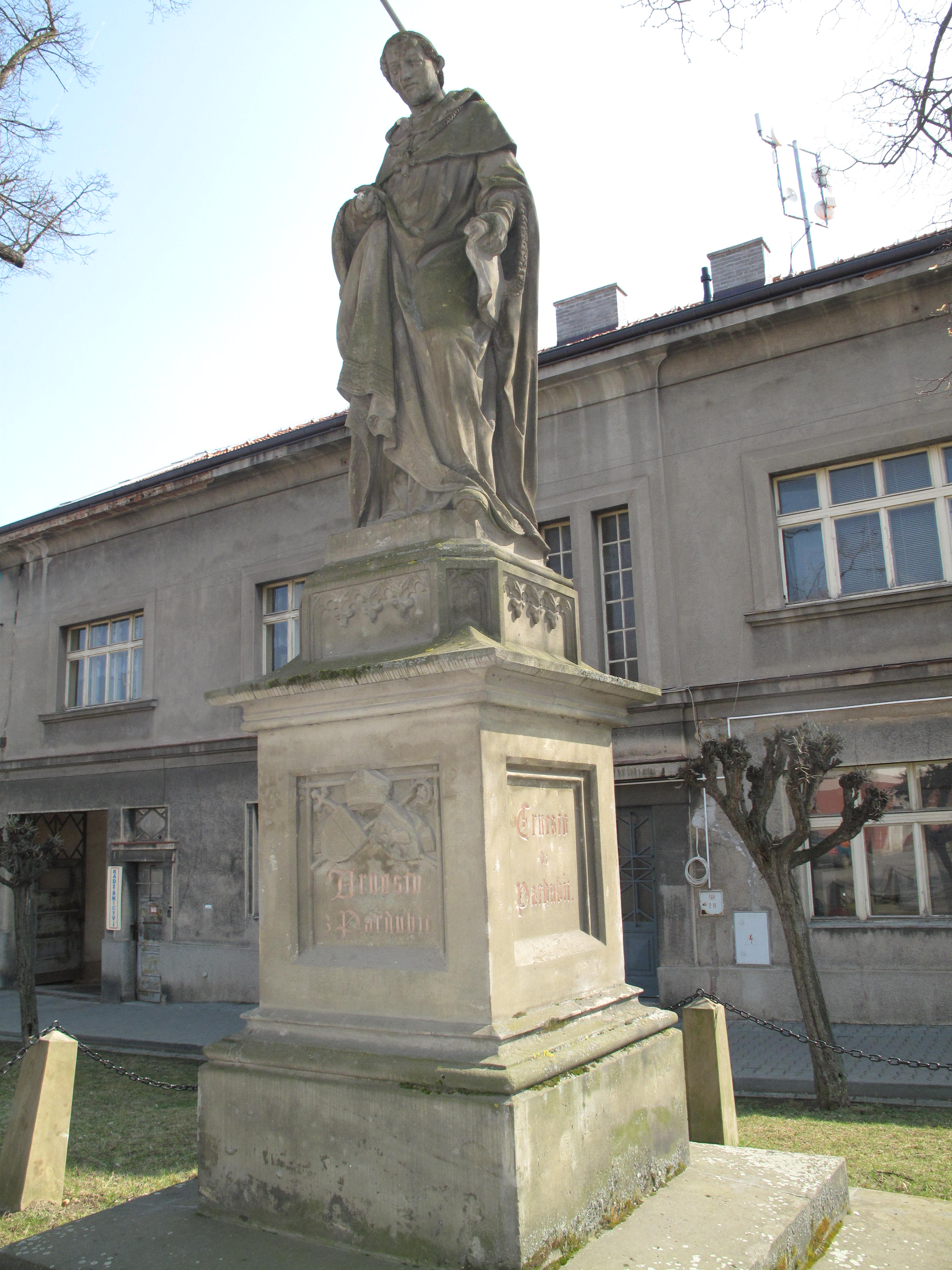
Socha Arnošta z Pardubic na náměstí

Pět set padesát pět centimetrů vysoký pomník je zhotoven z jemnozrnného pískovce. Na dvou kamenných stupních čtvercového půdorysu je umístěn mohutný podstavec, na kterém je nadživotní socha arcibiskupa. Váhu stojící postavy nese pravá noha, levá je pokrčená. Arnošt z Pardubic je oděný do bohatě řaseného splývavého arcibiskupského roucha, v levé ruce drží polorozvinutou listinu a pravou rukou pozvedává roucho. Hranolový podstavec s hladkým soklem je na všech stranách ozdoben vpadlými čtvercovými poli, v jejichž plochách jsou kolorované nápisy. Z čelní strany je napsáno „Arnoštu / z Pardubic“, na bocích je shodný text v německém („Dem Ernst / von / Pardubic“) a latinském jazyce („Ernesto / de / Pardubic“) a na zadní straně je český nápis „Vděčná / vlasť / 1869“. Na čelní straně soklu je nad nápisem umístěn reliéf znaku prvního arcibiskupa pražského vytvořený z myrty nad kříženou berlí s křížem a doplněný dvěma erby. Podstavec završuje odstupňovaná římsa, na kterou navazuje podnoží sochy s reliéfy gotických architektonických prvků. Samotný pomník je ohrazen osmi hranolovitými pilířky, které spojuje železný řetěz.